# Temporada 2013 de Fórmula 1
La temporada 2013 de Fórmula 1 és el 64è campionat mundial de Fórmula 1 de la història. Durant aquesta, continua vigent el Pacte de la Concòrdia.

## Defensors del títol

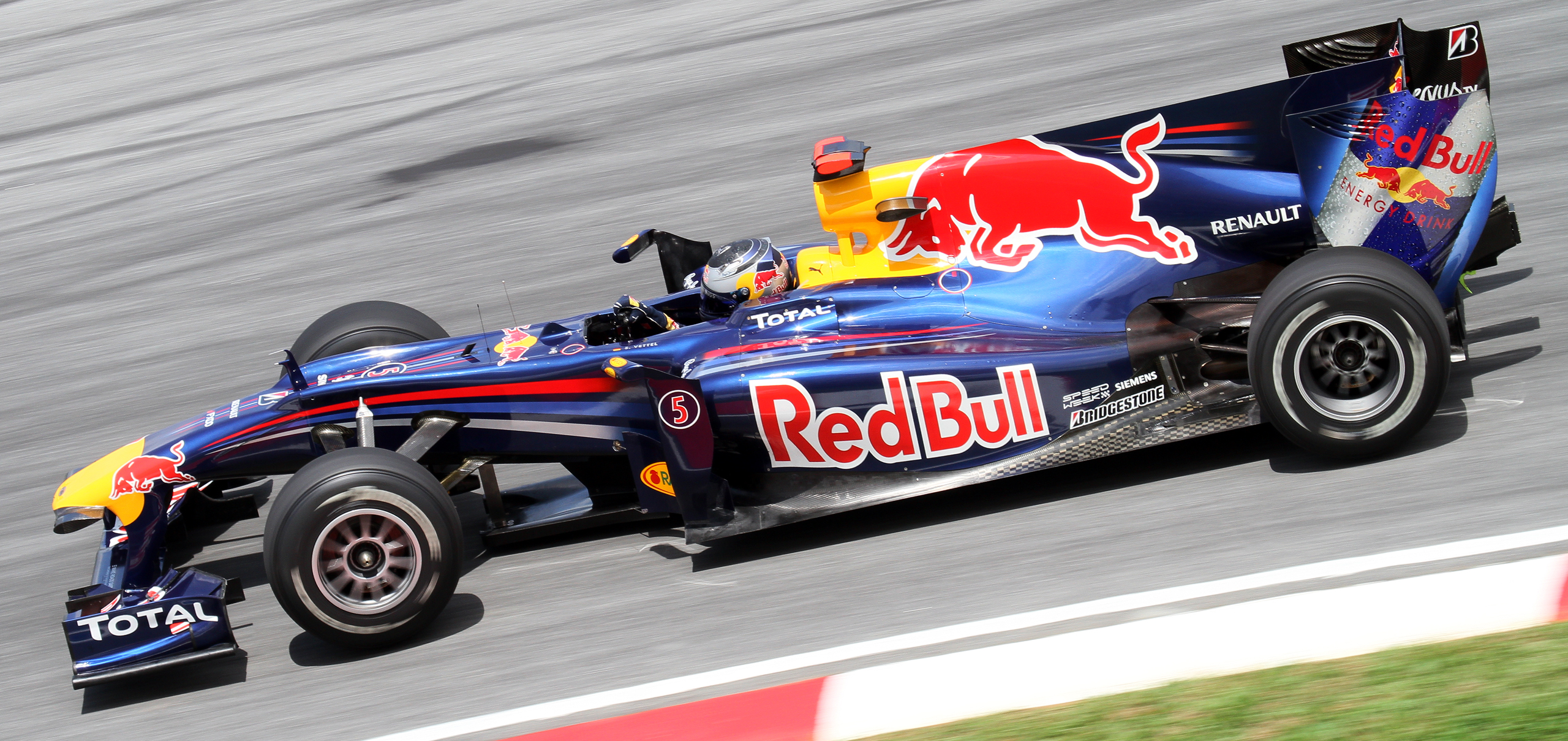
Red Bull-Renault, Campions de constructors de Fórmula 1.

- Pilot:  Sebastian Vettel
- Constructor:  Red Bull Racing

## Calendari
| 1  | 15, 16 i 17 de març     | Gran Premi d'Austràlia Circuit d'Albert Park Longitud: 307,574 km Voltes: 58 Guanyador 2012: Jenson Button, McLaren-Mercedes             | Albert Park                    | Guanyador     | Kimi Räikkönen    | Resultats |
| 1  | 15, 16 i 17 de març     | Gran Premi d'Austràlia Circuit d'Albert Park Longitud: 307,574 km Voltes: 58 Guanyador 2012: Jenson Button, McLaren-Mercedes             | Albert Park                    | 2a posició    | Fernando Alonso   | Resultats |
| 1  | 15, 16 i 17 de març     | Gran Premi d'Austràlia Circuit d'Albert Park Longitud: 307,574 km Voltes: 58 Guanyador 2012: Jenson Button, McLaren-Mercedes             | Albert Park                    | 3a posició    | Sebastian Vettel  | Resultats |
| 1  | 15, 16 i 17 de març     | Gran Premi d'Austràlia Circuit d'Albert Park Longitud: 307,574 km Voltes: 58 Guanyador 2012: Jenson Button, McLaren-Mercedes             | Albert Park                    | Pole Position | Sebastian Vettel  | Resultats |
| 1  | 15, 16 i 17 de març     | Gran Premi d'Austràlia Circuit d'Albert Park Longitud: 307,574 km Voltes: 58 Guanyador 2012: Jenson Button, McLaren-Mercedes             | Albert Park                    | Volta ràpida  | Kimi Räikkönen    | Resultats |
| 2  | 22, 23 i 24 de març     | Gran Premi de Malàisia Circuit de Sepang Longitud: 310,408 km Voltes: 56 Guanyador 2012: Fernando Alonso, Ferrari                        | Sepang                         | Guanyador     | Sebastian Vettel  | Resultats |
| 2  | 22, 23 i 24 de març     | Gran Premi de Malàisia Circuit de Sepang Longitud: 310,408 km Voltes: 56 Guanyador 2012: Fernando Alonso, Ferrari                        | Sepang                         | 2a posició    | Mark Webber       | Resultats |
| 2  | 22, 23 i 24 de març     | Gran Premi de Malàisia Circuit de Sepang Longitud: 310,408 km Voltes: 56 Guanyador 2012: Fernando Alonso, Ferrari                        | Sepang                         | 3a posició    | Lewis Hamilton    | Resultats |
| 2  | 22, 23 i 24 de març     | Gran Premi de Malàisia Circuit de Sepang Longitud: 310,408 km Voltes: 56 Guanyador 2012: Fernando Alonso, Ferrari                        | Sepang                         | Pole Position | Sebastian Vettel  | Resultats |
| 2  | 22, 23 i 24 de març     | Gran Premi de Malàisia Circuit de Sepang Longitud: 310,408 km Voltes: 56 Guanyador 2012: Fernando Alonso, Ferrari                        | Sepang                         | Volta ràpida  | Sergio Pérez      | Resultats |
| 3  | 12, 13 i 14 d'abril     | Gran Premi de la Xina† Circuit de Xangai Longitud: 305,066 km Voltes: 56 Guanyador 2012: Nico Rosberg, Mercedes                          | Xangai                         | Guanyador     | Fernando Alonso   | Resultats |
| 3  | 12, 13 i 14 d'abril     | Gran Premi de la Xina† Circuit de Xangai Longitud: 305,066 km Voltes: 56 Guanyador 2012: Nico Rosberg, Mercedes                          | Xangai                         | 2a posició    | Kimi Räikkönen    | Resultats |
| 3  | 12, 13 i 14 d'abril     | Gran Premi de la Xina† Circuit de Xangai Longitud: 305,066 km Voltes: 56 Guanyador 2012: Nico Rosberg, Mercedes                          | Xangai                         | 3a posició    | Lewis Hamilton    | Resultats |
| 3  | 12, 13 i 14 d'abril     | Gran Premi de la Xina† Circuit de Xangai Longitud: 305,066 km Voltes: 56 Guanyador 2012: Nico Rosberg, Mercedes                          | Xangai                         | Pole Position | Lewis Hamilton    | Resultats |
| 3  | 12, 13 i 14 d'abril     | Gran Premi de la Xina† Circuit de Xangai Longitud: 305,066 km Voltes: 56 Guanyador 2012: Nico Rosberg, Mercedes                          | Xangai                         | Volta ràpida  | Sebastian Vettel  | Resultats |
| 4  | 19, 20 i 21 d'abril     | Gran Premi de Bahrain Circuit de Sahkir Longitud: 308,238 km Voltes: 57 Guanyador 2012: Sebastian Vettel Red Bull                        | Gran Premi de Bahrain          | Guanyador     | Sebastian Vettel  | Resultats |
| 4  | 19, 20 i 21 d'abril     | Gran Premi de Bahrain Circuit de Sahkir Longitud: 308,238 km Voltes: 57 Guanyador 2012: Sebastian Vettel Red Bull                        | Gran Premi de Bahrain          | 2a posició    | Kimi Räikkönen    | Resultats |
| 4  | 19, 20 i 21 d'abril     | Gran Premi de Bahrain Circuit de Sahkir Longitud: 308,238 km Voltes: 57 Guanyador 2012: Sebastian Vettel Red Bull                        | Gran Premi de Bahrain          | 3a posició    | Romain Grosjean   | Resultats |
| 4  | 19, 20 i 21 d'abril     | Gran Premi de Bahrain Circuit de Sahkir Longitud: 308,238 km Voltes: 57 Guanyador 2012: Sebastian Vettel Red Bull                        | Gran Premi de Bahrain          | Pole Position | Nico Rosberg      | Resultats |
| 4  | 19, 20 i 21 d'abril     | Gran Premi de Bahrain Circuit de Sahkir Longitud: 308,238 km Voltes: 57 Guanyador 2012: Sebastian Vettel Red Bull                        | Gran Premi de Bahrain          | Volta ràpida  | Sebastian Vettel  | Resultats |
| 5  | 10, 11 i 12 de maig     | Gran Premi d'Espanya Circuit de Catalunya Longitud: 307,104 km Voltes: 66 Guanyador 2012: Pastor Maldonado, Williams                     | Circuit de Catalunya           | Guanyador     | Fernando Alonso   | Resultats |
| 5  | 10, 11 i 12 de maig     | Gran Premi d'Espanya Circuit de Catalunya Longitud: 307,104 km Voltes: 66 Guanyador 2012: Pastor Maldonado, Williams                     | Circuit de Catalunya           | 2a posició    | Kimi Räikkönen    | Resultats |
| 5  | 10, 11 i 12 de maig     | Gran Premi d'Espanya Circuit de Catalunya Longitud: 307,104 km Voltes: 66 Guanyador 2012: Pastor Maldonado, Williams                     | Circuit de Catalunya           | 3a posició    | Felipe Massa      | Resultats |
| 5  | 10, 11 i 12 de maig     | Gran Premi d'Espanya Circuit de Catalunya Longitud: 307,104 km Voltes: 66 Guanyador 2012: Pastor Maldonado, Williams                     | Circuit de Catalunya           | Pole Position | Nico Rosberg      | Resultats |
| 5  | 10, 11 i 12 de maig     | Gran Premi d'Espanya Circuit de Catalunya Longitud: 307,104 km Voltes: 66 Guanyador 2012: Pastor Maldonado, Williams                     | Circuit de Catalunya           | Volta ràpida  | Esteban Gutierrez | Resultats |
| 6  | 24, 25 i 26 de maig     | Gran Premi de Mònaco Circuit de Monte Carlo Longitud: 260,520 km Voltes: 78 Guanyador 2012: Mark Webber, Red Bull-Renault                | Circuit de Monte Carlo         | Guanyador     | Nico Rosberg      | Resultats |
| 6  | 24, 25 i 26 de maig     | Gran Premi de Mònaco Circuit de Monte Carlo Longitud: 260,520 km Voltes: 78 Guanyador 2012: Mark Webber, Red Bull-Renault                | Circuit de Monte Carlo         | 2a posició    | Sebastian Vettel  | Resultats |
| 6  | 24, 25 i 26 de maig     | Gran Premi de Mònaco Circuit de Monte Carlo Longitud: 260,520 km Voltes: 78 Guanyador 2012: Mark Webber, Red Bull-Renault                | Circuit de Monte Carlo         | 3a posició    | Mark Webber       | Resultats |
| 6  | 24, 25 i 26 de maig     | Gran Premi de Mònaco Circuit de Monte Carlo Longitud: 260,520 km Voltes: 78 Guanyador 2012: Mark Webber, Red Bull-Renault                | Circuit de Monte Carlo         | Pole Position | Nico Rosberg      | Resultats |
| 6  | 24, 25 i 26 de maig     | Gran Premi de Mònaco Circuit de Monte Carlo Longitud: 260,520 km Voltes: 78 Guanyador 2012: Mark Webber, Red Bull-Renault                | Circuit de Monte Carlo         | Volta ràpida  | Sebastian Vettel  | Resultats |
| 7  | 7, 8 i 9 de juny        | Gran Premi del Canadà Circuit Gilles Villeneuve Longitud: 305,270 km Voltes: 70 Guanyador 2012: Lewis Hamilton, McLaren-Mercedes         | Circuit Gilles Villeneuve      | Guanyador     | Sebastian Vettel  | Resultats |
| 7  | 7, 8 i 9 de juny        | Gran Premi del Canadà Circuit Gilles Villeneuve Longitud: 305,270 km Voltes: 70 Guanyador 2012: Lewis Hamilton, McLaren-Mercedes         | Circuit Gilles Villeneuve      | 2a posició    | Fernando Alonso   | Resultats |
| 7  | 7, 8 i 9 de juny        | Gran Premi del Canadà Circuit Gilles Villeneuve Longitud: 305,270 km Voltes: 70 Guanyador 2012: Lewis Hamilton, McLaren-Mercedes         | Circuit Gilles Villeneuve      | 3a posició    | Lewis Hamilton    | Resultats |
| 7  | 7, 8 i 9 de juny        | Gran Premi del Canadà Circuit Gilles Villeneuve Longitud: 305,270 km Voltes: 70 Guanyador 2012: Lewis Hamilton, McLaren-Mercedes         | Circuit Gilles Villeneuve      | Pole Position | Sebastian Vettel  | Resultats |
| 7  | 7, 8 i 9 de juny        | Gran Premi del Canadà Circuit Gilles Villeneuve Longitud: 305,270 km Voltes: 70 Guanyador 2012: Lewis Hamilton, McLaren-Mercedes         | Circuit Gilles Villeneuve      | Volta ràpida  | Mark Webber       | Resultats |
| 8  | 28, 29 i 30 de juny     | Gran Premi de la Gran Bretanya Circuit de Silverstone Longitud: 306,747 km Voltes: 52 Guanyador 2012: Mark Webber, Red Bull-Renault      | Circuit de Silverstone         | Guanyador     | Nico Rosberg      | Resultats |
| 8  | 28, 29 i 30 de juny     | Gran Premi de la Gran Bretanya Circuit de Silverstone Longitud: 306,747 km Voltes: 52 Guanyador 2012: Mark Webber, Red Bull-Renault      | Circuit de Silverstone         | 2a posició    | Mark Webber       | Resultats |
| 8  | 28, 29 i 30 de juny     | Gran Premi de la Gran Bretanya Circuit de Silverstone Longitud: 306,747 km Voltes: 52 Guanyador 2012: Mark Webber, Red Bull-Renault      | Circuit de Silverstone         | 3a posició    | Fernando Alonso   | Resultats |
| 8  | 28, 29 i 30 de juny     | Gran Premi de la Gran Bretanya Circuit de Silverstone Longitud: 306,747 km Voltes: 52 Guanyador 2012: Mark Webber, Red Bull-Renault      | Circuit de Silverstone         | Pole Position | Lewis Hamilton    | Resultats |
| 8  | 28, 29 i 30 de juny     | Gran Premi de la Gran Bretanya Circuit de Silverstone Longitud: 306,747 km Voltes: 52 Guanyador 2012: Mark Webber, Red Bull-Renault      | Circuit de Silverstone         | Volta ràpida  | Mark Webber       | Resultats |
| 9  | 5, 6 i 7 de juliol      | Gran Premi d'Alemanya Circuit de Nürburgring Longitud: 306,458 km Voltes: 67 Guanyador 2012: Fernando Alonso, Ferrari                    | Circuit de Nürburgring         | Guanyador     | Sebastian Vettel  | Resultats |
| 9  | 5, 6 i 7 de juliol      | Gran Premi d'Alemanya Circuit de Nürburgring Longitud: 306,458 km Voltes: 67 Guanyador 2012: Fernando Alonso, Ferrari                    | Circuit de Nürburgring         | 2a posició    | Kimi Räikkönen    | Resultats |
| 9  | 5, 6 i 7 de juliol      | Gran Premi d'Alemanya Circuit de Nürburgring Longitud: 306,458 km Voltes: 67 Guanyador 2012: Fernando Alonso, Ferrari                    | Circuit de Nürburgring         | 3a posició    | Romain Grosjean   | Resultats |
| 9  | 5, 6 i 7 de juliol      | Gran Premi d'Alemanya Circuit de Nürburgring Longitud: 306,458 km Voltes: 67 Guanyador 2012: Fernando Alonso, Ferrari                    | Circuit de Nürburgring         | Pole Position | Lewis Hamilton    | Resultats |
| 9  | 5, 6 i 7 de juliol      | Gran Premi d'Alemanya Circuit de Nürburgring Longitud: 306,458 km Voltes: 67 Guanyador 2012: Fernando Alonso, Ferrari                    | Circuit de Nürburgring         | Volta ràpida  | Fernando Alonso   | Resultats |
| 10 | 26, 27 i 28 de juliol   | Gran Premi d'Hongria Circuit d'Hungaroring Longitud: 306,660 km Voltes: 70 Guanyador 2012: Lewis Hamilton, McLaren-Mercedes              | Circuit d'Hungaroring          | Guanyador     | Lewis Hamilton    | Resultats |
| 10 | 26, 27 i 28 de juliol   | Gran Premi d'Hongria Circuit d'Hungaroring Longitud: 306,660 km Voltes: 70 Guanyador 2012: Lewis Hamilton, McLaren-Mercedes              | Circuit d'Hungaroring          | 2a posició    | Kimi Räikkönen    | Resultats |
| 10 | 26, 27 i 28 de juliol   | Gran Premi d'Hongria Circuit d'Hungaroring Longitud: 306,660 km Voltes: 70 Guanyador 2012: Lewis Hamilton, McLaren-Mercedes              | Circuit d'Hungaroring          | 3a posició    | Sebastian Vettel  | Resultats |
| 10 | 26, 27 i 28 de juliol   | Gran Premi d'Hongria Circuit d'Hungaroring Longitud: 306,660 km Voltes: 70 Guanyador 2012: Lewis Hamilton, McLaren-Mercedes              | Circuit d'Hungaroring          | Pole Position | Lewis Hamilton    | Resultats |
| 10 | 26, 27 i 28 de juliol   | Gran Premi d'Hongria Circuit d'Hungaroring Longitud: 306,660 km Voltes: 70 Guanyador 2012: Lewis Hamilton, McLaren-Mercedes              | Circuit d'Hungaroring          | Volta ràpida  | Mark Webber       | Resultats |
| 11 | 23, 24 i 25 d'agost     | Gran Premi de Bèlgica Circuit de Spa-Francorchamps Longitud: 308,238 km Voltes: 57 Guanyador 2012: Jenson Button, McLaren - Mercedes     | Circuit de Spa-Francorchamps   | Guanyador     | Sebastian Vettel  | Resultats |
| 11 | 23, 24 i 25 d'agost     | Gran Premi de Bèlgica Circuit de Spa-Francorchamps Longitud: 308,238 km Voltes: 57 Guanyador 2012: Jenson Button, McLaren - Mercedes     | Circuit de Spa-Francorchamps   | 2a posició    | Fernando Alonso   | Resultats |
| 11 | 23, 24 i 25 d'agost     | Gran Premi de Bèlgica Circuit de Spa-Francorchamps Longitud: 308,238 km Voltes: 57 Guanyador 2012: Jenson Button, McLaren - Mercedes     | Circuit de Spa-Francorchamps   | 3a posició    | Lewis Hamilton    | Resultats |
| 11 | 23, 24 i 25 d'agost     | Gran Premi de Bèlgica Circuit de Spa-Francorchamps Longitud: 308,238 km Voltes: 57 Guanyador 2012: Jenson Button, McLaren - Mercedes     | Circuit de Spa-Francorchamps   | Pole Position | Lewis Hamilton    | Resultats |
| 11 | 23, 24 i 25 d'agost     | Gran Premi de Bèlgica Circuit de Spa-Francorchamps Longitud: 308,238 km Voltes: 57 Guanyador 2012: Jenson Button, McLaren - Mercedes     | Circuit de Spa-Francorchamps   | Volta ràpida  | Sebastian Vettel  | Resultats |
| 12 | 6, 7 i 8 de setembre    | Gran Premi d'Itàlia Circuit de Monza Longitud: 306,720 km Voltes: 53 Guanyador 2012: Lewis Hamilton McLaren - Mercedes                   | Circuit de Monza               | Guanyador     | Sebastian Vettel  | Resultats |
| 12 | 6, 7 i 8 de setembre    | Gran Premi d'Itàlia Circuit de Monza Longitud: 306,720 km Voltes: 53 Guanyador 2012: Lewis Hamilton McLaren - Mercedes                   | Circuit de Monza               | 2a posició    | Fernando Alonso   | Resultats |
| 12 | 6, 7 i 8 de setembre    | Gran Premi d'Itàlia Circuit de Monza Longitud: 306,720 km Voltes: 53 Guanyador 2012: Lewis Hamilton McLaren - Mercedes                   | Circuit de Monza               | 3a posició    | Mark Webber       | Resultats |
| 12 | 6, 7 i 8 de setembre    | Gran Premi d'Itàlia Circuit de Monza Longitud: 306,720 km Voltes: 53 Guanyador 2012: Lewis Hamilton McLaren - Mercedes                   | Circuit de Monza               | Pole Position | Sebastian Vettel  | Resultats |
| 12 | 6, 7 i 8 de setembre    | Gran Premi d'Itàlia Circuit de Monza Longitud: 306,720 km Voltes: 53 Guanyador 2012: Lewis Hamilton McLaren - Mercedes                   | Circuit de Monza               | Volta ràpida  | Lewis Hamilton    | Resultats |
| 13 | 20, 21 i 22 de setembre | Gran Premi de Singapur Circuit de Singapur Longitud: 309,316 km Voltes: 61 Guanyador 2012: Sebastian Vettel, Red Bull-Renault            | Circuit de Singapur            | Guanyador     | Sebastian Vettel  | Resultats |
| 13 | 20, 21 i 22 de setembre | Gran Premi de Singapur Circuit de Singapur Longitud: 309,316 km Voltes: 61 Guanyador 2012: Sebastian Vettel, Red Bull-Renault            | Circuit de Singapur            | 2a posició    | Fernando Alonso   | Resultats |
| 13 | 20, 21 i 22 de setembre | Gran Premi de Singapur Circuit de Singapur Longitud: 309,316 km Voltes: 61 Guanyador 2012: Sebastian Vettel, Red Bull-Renault            | Circuit de Singapur            | 3a posició    | Kimi Räikkönen    | Resultats |
| 13 | 20, 21 i 22 de setembre | Gran Premi de Singapur Circuit de Singapur Longitud: 309,316 km Voltes: 61 Guanyador 2012: Sebastian Vettel, Red Bull-Renault            | Circuit de Singapur            | Pole Position | Sebastian Vettel  | Resultats |
| 13 | 20, 21 i 22 de setembre | Gran Premi de Singapur Circuit de Singapur Longitud: 309,316 km Voltes: 61 Guanyador 2012: Sebastian Vettel, Red Bull-Renault            | Circuit de Singapur            | Volta ràpida  | Sebastian Vettel  | Resultats |
| 14 | 4, 5 i 6 d'octubre      | Gran Premi de Corea Circuit de Yeongam Longitud: 308,630 km Voltes: 55 Guanyador 2012: Sebastian Vettel Red Bull                         | Circuit de Yeongam             | Guanyador     | Sebastian Vettel  | Resultats |
| 14 | 4, 5 i 6 d'octubre      | Gran Premi de Corea Circuit de Yeongam Longitud: 308,630 km Voltes: 55 Guanyador 2012: Sebastian Vettel Red Bull                         | Circuit de Yeongam             | 2a posició    | Kimi Räikkönen    | Resultats |
| 14 | 4, 5 i 6 d'octubre      | Gran Premi de Corea Circuit de Yeongam Longitud: 308,630 km Voltes: 55 Guanyador 2012: Sebastian Vettel Red Bull                         | Circuit de Yeongam             | 3a posició    | Romain Grosjean   | Resultats |
| 14 | 4, 5 i 6 d'octubre      | Gran Premi de Corea Circuit de Yeongam Longitud: 308,630 km Voltes: 55 Guanyador 2012: Sebastian Vettel Red Bull                         | Circuit de Yeongam             | Pole Position | Sebastian Vettel  | Resultats |
| 14 | 4, 5 i 6 d'octubre      | Gran Premi de Corea Circuit de Yeongam Longitud: 308,630 km Voltes: 55 Guanyador 2012: Sebastian Vettel Red Bull                         | Circuit de Yeongam             | Volta ràpida  | Sebastian Vettel  | Resultats |
| 15 | 11, 12 i 13 d'octubre   | Gran Premi del Japó Circuit de Suzuka Longitud: 307,573 km Voltes: 53 Guanyador 2012: Sebastian Vettel, Red Bull-Renault                 | Circuit de Suzuka              | Guanyador     | Sebastian Vettel  | Resultats |
| 15 | 11, 12 i 13 d'octubre   | Gran Premi del Japó Circuit de Suzuka Longitud: 307,573 km Voltes: 53 Guanyador 2012: Sebastian Vettel, Red Bull-Renault                 | Circuit de Suzuka              | 2a posició    | Mark Webber       | Resultats |
| 15 | 11, 12 i 13 d'octubre   | Gran Premi del Japó Circuit de Suzuka Longitud: 307,573 km Voltes: 53 Guanyador 2012: Sebastian Vettel, Red Bull-Renault                 | Circuit de Suzuka              | 3a posició    | Romain Grosjean   | Resultats |
| 15 | 11, 12 i 13 d'octubre   | Gran Premi del Japó Circuit de Suzuka Longitud: 307,573 km Voltes: 53 Guanyador 2012: Sebastian Vettel, Red Bull-Renault                 | Circuit de Suzuka              | Pole Position | Mark Webber       | Resultats |
| 15 | 11, 12 i 13 d'octubre   | Gran Premi del Japó Circuit de Suzuka Longitud: 307,573 km Voltes: 53 Guanyador 2012: Sebastian Vettel, Red Bull-Renault                 | Circuit de Suzuka              | Volta ràpida  | Mark Webber       | Resultats |
| 16 | 25, 26 i 27 d'octubre   | Gran Premi de l'Índia† Circuit Internacional de Buddh Longitud: 308,520 km Voltes: 60 Guanyador 2012: Sebastian Vettel, Red Bull-Renault | Circuit Internacional de Buddh | Guanyador     | Sebastian Vettel  | Resultats |
| 16 | 25, 26 i 27 d'octubre   | Gran Premi de l'Índia† Circuit Internacional de Buddh Longitud: 308,520 km Voltes: 60 Guanyador 2012: Sebastian Vettel, Red Bull-Renault | Circuit Internacional de Buddh | 2a posició    | Nico Rosberg      | Resultats |
| 16 | 25, 26 i 27 d'octubre   | Gran Premi de l'Índia† Circuit Internacional de Buddh Longitud: 308,520 km Voltes: 60 Guanyador 2012: Sebastian Vettel, Red Bull-Renault | Circuit Internacional de Buddh | 3a posició    | Romain Grosjean   | Resultats |
| 16 | 25, 26 i 27 d'octubre   | Gran Premi de l'Índia† Circuit Internacional de Buddh Longitud: 308,520 km Voltes: 60 Guanyador 2012: Sebastian Vettel, Red Bull-Renault | Circuit Internacional de Buddh | Pole Position | Sebastian Vettel  | Resultats |
| 16 | 25, 26 i 27 d'octubre   | Gran Premi de l'Índia† Circuit Internacional de Buddh Longitud: 308,520 km Voltes: 60 Guanyador 2012: Sebastian Vettel, Red Bull-Renault | Circuit Internacional de Buddh | Volta ràpida  | Kimi Räikkönen    | Resultats |
| 17 | 1, 2 i 3 de novembre    | Gran Premi d'Abu Dhabi Circuit Yas Marina Longitud: 305,361 km Voltes: 55 Guanyador 2012: Kimi Räikkönen, Lotus-Renault                  | Circuit Yas Marina             | Guanyador     | Sebastian Vettel  | Resultats |
| 17 | 1, 2 i 3 de novembre    | Gran Premi d'Abu Dhabi Circuit Yas Marina Longitud: 305,361 km Voltes: 55 Guanyador 2012: Kimi Räikkönen, Lotus-Renault                  | Circuit Yas Marina             | 2a posició    | Mark Webber       | Resultats |
| 17 | 1, 2 i 3 de novembre    | Gran Premi d'Abu Dhabi Circuit Yas Marina Longitud: 305,361 km Voltes: 55 Guanyador 2012: Kimi Räikkönen, Lotus-Renault                  | Circuit Yas Marina             | 3a posició    | Nico Rosberg      | Resultats |
| 17 | 1, 2 i 3 de novembre    | Gran Premi d'Abu Dhabi Circuit Yas Marina Longitud: 305,361 km Voltes: 55 Guanyador 2012: Kimi Räikkönen, Lotus-Renault                  | Circuit Yas Marina             | Pole Position | Mark Webber       | Resultats |
| 17 | 1, 2 i 3 de novembre    | Gran Premi d'Abu Dhabi Circuit Yas Marina Longitud: 305,361 km Voltes: 55 Guanyador 2012: Kimi Räikkönen, Lotus-Renault                  | Circuit Yas Marina             | Volta ràpida  | Fernando Alonso   | Resultats |
| 18 | 15, 16 i 17 de novembre | Gran Premi dels Estats Units Circuit d'Austin Longitud: 308,896 km Voltes: 56 Guanyador 2012: Lewis Hamilton McLaren - Mercedes          | Circuit d'Austin               | Guanyador     | Sebastian Vettel  | Resultats |
| 18 | 15, 16 i 17 de novembre | Gran Premi dels Estats Units Circuit d'Austin Longitud: 308,896 km Voltes: 56 Guanyador 2012: Lewis Hamilton McLaren - Mercedes          | Circuit d'Austin               | 2a posició    | Romain Grosjean   | Resultats |
| 18 | 15, 16 i 17 de novembre | Gran Premi dels Estats Units Circuit d'Austin Longitud: 308,896 km Voltes: 56 Guanyador 2012: Lewis Hamilton McLaren - Mercedes          | Circuit d'Austin               | 3a posició    | Mark Webber       | Resultats |
| 18 | 15, 16 i 17 de novembre | Gran Premi dels Estats Units Circuit d'Austin Longitud: 308,896 km Voltes: 56 Guanyador 2012: Lewis Hamilton McLaren - Mercedes          | Circuit d'Austin               | Pole Position | Sebastian Vettel  | Resultats |
| 18 | 15, 16 i 17 de novembre | Gran Premi dels Estats Units Circuit d'Austin Longitud: 308,896 km Voltes: 56 Guanyador 2012: Lewis Hamilton McLaren - Mercedes          | Circuit d'Austin               | Volta ràpida  | Sebastian Vettel  | Resultats |
| 19 | 22, 23 i 24 de novembre | Gran Premi de Brasil Circuit d'Interlagos Longitud: 305,909 km Voltes: 71 Guanyador 2012: Jenson Button, McLaren - Mercedes              | Circuit d'Interlagos           | Guanyador     | Sebastian Vettel  | Resultats |
| 19 | 22, 23 i 24 de novembre | Gran Premi de Brasil Circuit d'Interlagos Longitud: 305,909 km Voltes: 71 Guanyador 2012: Jenson Button, McLaren - Mercedes              | Circuit d'Interlagos           | 2a posició    | Mark Webber       | Resultats |
| 19 | 22, 23 i 24 de novembre | Gran Premi de Brasil Circuit d'Interlagos Longitud: 305,909 km Voltes: 71 Guanyador 2012: Jenson Button, McLaren - Mercedes              | Circuit d'Interlagos           | 3a posició    | Fernando Alonso   | Resultats |
| 19 | 22, 23 i 24 de novembre | Gran Premi de Brasil Circuit d'Interlagos Longitud: 305,909 km Voltes: 71 Guanyador 2012: Jenson Button, McLaren - Mercedes              | Circuit d'Interlagos           | Pole Position | Sebastian Vettel  | Resultats |
| 19 | 22, 23 i 24 de novembre | Gran Premi de Brasil Circuit d'Interlagos Longitud: 305,909 km Voltes: 71 Guanyador 2012: Jenson Button, McLaren - Mercedes              | Circuit d'Interlagos           | Volta ràpida  | Mark Webber       | Resultats |

### Grans Premis
| Rd. | Gran Premi                   | Pole position    | Volta ràpida      | Guanyador        | Equip              | Report    |
| --- | ---------------------------- | ---------------- | ----------------- | ---------------- | ------------------ | --------- |
| 1   | Gran Premi d'Austràlia       | Sebastian Vettel | Kimi Räikkönen    | Kimi Räikkönen   | Lotus-Renault      | Resultats |
| 2   | Gran Premi de Malàisia       | Sebastian Vettel | Sergio Pérez      | Sebastian Vettel | Red Bull - Renault | Resultats |
| 3   | Gran Premi de la Xina        | Lewis Hamilton   | Sebastian Vettel  | Fernando Alonso  | Scuderia Ferrari   | Resultats |
| 4   | Gran Premi de Bahrain        | Nico Rosberg     | Sebastian Vettel  | Sebastian Vettel | Red Bull-Renault   | Resultats |
| 5   | Gran Premi d'Espanya         | Nico Rosberg     | Esteban Gutierrez | Fernando Alonso  | Scuderia Ferrari   | Resultats |
| 6   | Gran Premi de Mònaco         | Nico Rosberg     | Sebastian Vettel  | Nico Rosberg     | Mercedes           | Resultats |
| 7   | Gran Premi del Canadà        | Sebastian Vettel | Mark Webber       | Sebastian Vettel | Red Bull-Renault   | Resultats |
| 8   | Gran Premi de Gran Bretanya  | Lewis Hamilton   | Mark Webber       | Nico Rosberg     | Mercedes           | Resultats |
| 9   | Gran Premi d'Alemanya        | Lewis Hamilton   | Fernando Alonso   | Sebastian Vettel | Red Bull-Renault   | Resultats |
| 10  | Gran Premi d'Hongria         | Lewis Hamilton   | Mark Webber       | Lewis Hamilton   | Mercedes           | Resultats |
| 11  | Gran Premi de Bèlgica        | Lewis Hamilton   | Sebastian Vettel  | Sebastian Vettel | Red Bull-Renault   | Resultats |
| 12  | Gran Premi d'Itàlia          | Sebastian Vettel | Lewis Hamilton    | Sebastian Vettel | Red Bull - Renault | Resultats |
| 13  | Gran Premi de Singapur       | Sebastian Vettel | Sebastian Vettel  | Sebastian Vettel | Red Bull - Renault | Resultats |
| 14  | Gran Premi de Corea          | Sebastian Vettel | Sebastian Vettel  | Sebastian Vettel | Red Bull - Renault | Resultats |
| 15  | Gran Premi del Japó          | Mark Webber      | Mark Webber       | Sebastian Vettel | Red Bull - Renault | Resultats |
| 16  | Gran Premi de l'Índia        | Sebastian Vettel | Kimi Räikkönen    | Sebastian Vettel | Red Bull - Renault | Resultats |
| 17  | Gran Premi d'Abu Dhabi       | Mark Webber      | Fernando Alonso   | Sebastian Vettel | Red Bull - Renault | Resultats |
| 18  | Gran Premi dels Estats Units | Sebastian Vettel | Sebastian Vettel  | Sebastian Vettel | Red Bull - Renault | Resultats |
| 19  | Gran Premi del Brasil        | Sebastian Vettel | Mark Webber       | Sebastian Vettel | Red Bull - Renault | Resultats |

## Classificacions
Taula dels punts guanyats per la posició al final de la cursa.
| Posició | 1r | 2n | 3r | 4t | 5è | 6è | 7è | 8è | 9è | 10è |
| Punts   | 25 | 18 | 15 | 12 | 10 | 8  | 6  | 4  | 2  | 1   |

### Campionat de pilots
| Pos | Pilot               | AUS | MAL | XIN | BAH | ESP | MON | CAN | GBR | ALE | HON | BEL | ITA | SIN | COR | JAP | IND | ABU | USA | BRA | Punts |
| --- | ------------------- | --- | --- | --- | --- | --- | --- | --- | --- | --- | --- | --- | --- | --- | --- | --- | --- | --- | --- | --- | ----- |
| 1   | Sebastian Vettel    | 3   | 1   | 4   | 1   | 4   | 2   | 1   | Ret | 1   | 3   | 1   | 1   | 1   | 1   | 1   | 1   | 1   | 1   | 1   | 397   |
| 2   | Fernando Alonso     | 2   | Ret | 1   | 8   | 1   | 7   | 2   | 3   | 4   | 5   | 2   | 2   | 2   | 6   | 4   | 11  | 5   | 5   | 3   | 242   |
| 3   | Mark Webber         | 6   | 2   | Ret | 7   | 5   | 3   | 4   | 2   | 7   | 4   | 5   | 3   | 15† | Ret | 2   | Ret | 2   | 3   | 2   | 199   |
| 4   | Lewis Hamilton      | 5   | 3   | 3   | 5   | 12  | 4   | 3   | 4   | 5   | 1   | 3   | 9   | 5   | 5   | Ret | 6   | 7   | 4   | 9   | 189   |
| 5   | Kimi Räikkönen      | 1   | 7   | 2   | 2   | 2   | 10  | 9   | 5   | 2   | 2   | Ret | 11  | 3   | 2   | 5   | 7   | Ret |     |     | 183   |
| 6   | Nico Rosberg        | Ret | 4   | Ret | 9   | 6   | 1   | 5   | 1   | 9   | 19† | 4   | 6   | 4   | 7   | 8   | 2   | 3   | 9   | 5   | 171   |
| 7   | Romain Grosjean     | 10  | 6   | 9   | 3   | Ret | Ret | 13  | 19† | 3   | 6   | 8   | 8   | Ret | 3   | 3   | 3   | 4   | 2   | Ret | 132   |
| 8   | Felipe Massa        | 4   | 5   | 6   | 15  | 3   | Ret | 8   | 6   | Ret | 8   | 7   | 4   | 6   | 9   | 10  | 4   | 8   | 12  | 7   | 112   |
| 9   | Jenson Button       | 9   | 17† | 5   | 10  | 8   | 6   | 12  | 13  | 6   | 7   | 6   | 10  | 7   | 8   | 9   | 14  | 12  | 10  | 4   | 73    |
| 10  | Nico Hülkenberg     | NVS | 8   | 10  | 12  | 15  | 11  | Ret | 10  | 10  | 11  | 13  | 5   | 9   | 4   | 6   | 19† | 14  | 6   | 8   | 51    |
| 11  | Sergio Pérez        | 11  | 9   | 11  | 6   | 9   | 16† | 11  | 20† | 8   | 9   | 11  | 12  | 8   | 10  | 15  | 5   | 9   | 7   | 6   | 49    |
| 12  | Paul di Resta       | 8   | Ret | 8   | 4   | 7   | 9   | 7   | 9   | 11  | 18† | Ret | Ret | 20† | Ret | 11  | 8   | 6   | 15  | 11  | 48    |
| 13  | Adrian Sutil        | 7   | Ret | Ret | 13  | 13  | 5   | 10  | 7   | 13  | Ret | 9   | 16† | 10  | 20† | 14  | 9   | 10  | Ret | 13  | 29    |
| 14  | Daniel Ricciardo    | Ret | 18† | 7   | 16  | 10  | Ret | 15  | 8   | 12  | 13  | 10  | 7   | Ret | 19† | 13  | 10  | 16  | 11  | 10  | 20    |
| 15  | Jean-Éric Vergne    | 12  | 10  | 12  | Ret | Ret | 8   | 6   | Ret | Ret | 12  | 12  | Ret | 14  | 18† | 12  | 13  | 17  | 16  | 15  | 13    |
| 16  | Esteban Gutiérrez   | 13  | 12  | Ret | 18  | 11  | 13  | 20† | 14  | 14  | Ret | 14  | 13  | 12  | 11  | 7   | 15  | 13  | 13  | 12  | 6     |
| 17  | Valtteri Bottas     | 14  | 11  | 13  | 14  | 16  | 12  | 14  | 12  | 16  | Ret | 15  | 15  | 13  | 12  | 17  | 16  | 15  | 8   | Ret | 4     |
| 18  | Pastor Maldonado    | Ret | Ret | 14  | 11  | 14  | Ret | 16  | 11  | 15  | 10  | 17  | 14  | 11  | 13  | 16  | 12  | 11  | 17  | 16  | 1     |
| 19  | Jules Bianchi       | 15  | 13  | 15  | 19  | 18  | Ret | 17  | 16  | Ret | 16  | 18  | 19  | 18  | 16  | Ret | 18  | 20  | 18  | 17  | 0     |
| 20  | Charles Pic         | 16  | 14  | 16  | 17  | 17  | Ret | 18  | 15  | 17  | 15  | Ret | 17  | 19  | 14  | 18  | Ret | 19  | 20  | Ret | 0     |
| 21  | Heikki Kovalainen   |     |     |     |     |     |     |     |     |     |     |     |     |     |     |     |     |     | 14  | 14  | 0     |
| 22  | Giedo van der Garde | 18  | 15  | 18  | 21  | Ret | 15  | Ret | 18  | 18  | 14  | 16  | 18  | 16  | 15  | Ret | Ret | 18  | 19  | 18  | 0     |
| 23  | Max Chilton         | 17  | 16  | 17  | 20  | 19  | 14  | 19  | 17  | 19  | 17  | 19  | 20  | 17  | 17  | 19  | 17  | 21  | 21  | 19  | 0     |
| Pos | Pilot               | AUS | MAL | XIN | BAH | ESP | MON | CAN | GBR | ALE | HON | BEL | ITA | SIN | COR | JAP | IND | ABU | USA | BRA | Punts |

| Color    | Llegenda                          |
| -------- | --------------------------------- |
| Or       | Guanyador                         |
| Argent   | 2n lloc                           |
| Bronze   | 3r lloc                           |
| Verd     | Posició amb punts                 |
| Blau     | Posició sense punts               |
| Lila     | Retirat (Ret)                     |
| Salmó    | No classificat (NVQ)              |
| Negre    | Desqualificat (DSQ)               |
| Blau cel | Test divendres (TD) - (2003-2007) |
| Blanc    | No va sortir (NVS)                |
| Blanc    | No va entrenar (NVP)              |
| Blanc    | Lesió (Les)                       |
| Blanc    | Exclòs (EX)                       |

| Estat   | Resultat                                                     |
| Negreta | Pole position                                                |
| Cursiva | Volta ràpida                                                 |
| †       | Abandona, però es classifica en completar el 90% de la cursa |

### Campionat de Constructors
| Pos | Constructor          | Cotxe Núm. | AUS | MAL | XIN | BAH | ESP | MON | CAN | GBR | ALE | HON | BEL | ITA | SIN | COR | JAP | IND | ABU | USA | BRA | Punts |
| --- | -------------------- | ---------- | --- | --- | --- | --- | --- | --- | --- | --- | --- | --- | --- | --- | --- | --- | --- | --- | --- | --- | --- | ----- |
| 1   | Red Bull-Renault     | 1          | 3   | 1   | 4   | 1   | 4   | 2   | 1   | Ret | 1   | 3   | 1   | 1   | 1   | 1   | 1   | 1   | 1   | 1   | 1   | 596   |
| 1   | Red Bull-Renault     | 2          | 6   | 2   | Ret | 7   | 5   | 3   | 4   | 2   | 7   | 4   | 5   | 3   | 15† | Ret | 2   | Ret | 2   | 3   | 2   | 596   |
| 2   | Mercedes             | 9          | Ret | 4   | Ret | 9   | 6   | 1   | 5   | 1   | 9   | 19† | 4   | 6   | 4   | 7   | 8   | 2   | 3   | 9   | 5   | 360   |
| 2   | Mercedes             | 10         | 5   | 3   | 3   | 5   | 12  | 4   | 3   | 4   | 5   | 1   | 3   | 9   | 5   | 5   | Ret | 6   | 7   | 4   | 9   | 360   |
| 3   | Ferrari              | 3          | 2   | Ret | 1   | 8   | 1   | 7   | 2   | 3   | 4   | 5   | 2   | 2   | 2   | 6   | 4   | 11  | 5   | 5   | 3   | 354   |
| 3   | Ferrari              | 4          | 4   | 5   | 6   | 15  | 3   | Ret | 8   | 6   | Ret | 8   | 7   | 4   | 6   | 9   | 10  | 4   | 8   | 12  | 7   | 354   |
| 4   | Lotus-Renault        | 7          | 1   | 7   | 2   | 2   | 2   | 10  | 9   | 5   | 2   | 2   | Ret | 11  | 3   | 2   | 5   | 7   | Ret | 14  | 14  | 315   |
| 4   | Lotus-Renault        | 8          | 10  | 6   | 9   | 3   | Ret | Ret | 13  | 19† | 3   | 6   | 8   | 8   | Ret | 3   | 3   | 3   | 4   | 2   | Ret | 315   |
| 5   | McLaren-Mercedes     | 5          | 9   | 17† | 5   | 10  | 8   | 6   | 12  | 13  | 6   | 7   | 6   | 10  | 7   | 8   | 9   | 14  | 12  | 10  | 4   | 122   |
| 5   | McLaren-Mercedes     | 6          | 11  | 9   | 11  | 6   | 9   | 16† | 11  | 20† | 8   | 9   | 11  | 12  | 8   | 10  | 15  | 5   | 9   | 7   | 6   | 122   |
| 6   | Force India-Mercedes | 14         | 8   | Ret | 8   | 4   | 7   | 9   | 7   | 9   | 11  | 18† | Ret | Ret | 20† | Ret | 11  | 8   | 6   | 15  | 11  | 77    |
| 6   | Force India-Mercedes | 15         | 7   | Ret | Ret | 13  | 13  | 5   | 10  | 7   | 13  | Ret | 9   | 16† | 10  | 20† | 14  | 9   | 10  | Ret | 13  | 77    |
| 7   | Sauber-Ferrari       | 11         | DNS | 8   | 10  | 12  | 15  | 11  | Ret | 10  | 10  | 11  | 13  | 5   | 9   | 4   | 6   | 19† | 14  | 6   | 8   | 57    |
| 7   | Sauber-Ferrari       | 12         | 13  | 12  | Ret | 18  | 11  | 13  | 20† | 14  | 14  | Ret | 14  | 13  | 12  | 11  | 7   | 15  | 13  | 13  | 12  | 57    |
| 8   | Toro Rosso-Ferrari   | 18         | 12  | 10  | 12  | Ret | Ret | 8   | 6   | Ret | Ret | 12  | 12  | Ret | 14  | 18† | 12  | 13  | 17  | 16  | 15  | 33    |
| 8   | Toro Rosso-Ferrari   | 19         | Ret | 18† | 7   | 16  | 10  | Ret | 15  | 8   | 12  | 13  | 10  | 7   | Ret | 19† | 13  | 10  | 16  | 11  | 10  | 33    |
| 9   | Williams-Renault     | 16         | Ret | Ret | 14  | 11  | 14  | Ret | 16  | 11  | 15  | 10  | 17  | 14  | 11  | 13  | 16  | 12  | 11  | 17  | 16  | 5     |
| 9   | Williams-Renault     | 17         | 14  | 11  | 13  | 14  | 16  | 12  | 14  | 12  | 16  | Ret | 15  | 15  | 13  | 12  | 17  | 16  | 15  | 8   | Ret | 5     |
| 10  | Marussia-Cosworth    | 22         | 15  | 13  | 15  | 19  | 18  | Ret | 17  | 16  | Ret | 16  | 18  | 19  | 18  | 16  | Ret | 18  | 20  | 18  | 17  | 0     |
| 10  | Marussia-Cosworth    | 23         | 17  | 16  | 17  | 20  | 19  | 14  | 19  | 17  | 19  | 17  | 19  | 20  | 17  | 17  | 19  | 17  | 21  | 21  | 19  | 0     |
| 11  | Caterham-Renault     | 20         | 16  | 14  | 16  | 17  | 17  | Ret | 18  | 15  | 17  | 15  | Ret | 17  | 19  | 14  | 18  | Ret | 19  | 20  | Ret | 0     |
| 11  | Caterham-Renault     | 21         | 18  | 15  | 18  | 21  | Ret | 15  | Ret | 18  | 18  | 14  | 16  | 18  | 16  | 15  | Ret | Ret | 18  | 19  | 18  | 0     |
| Pos | Constructor          | Cotxe Núm. | AUS | MAL | XIN | BAH | ESP | MON | CAN | GBR | ALE | HON | BEL | ITA | SIN | COR | JAP | IND | ABU | USA | BRA | Punts |